# Veenknikmos
Veenknikmos (Bryum pseudotriquetrum) is een soort mos uit het geslacht knikmos (Bryum).

## Determinatie
Veenknikmos is een topkapselmos dat forse zoden of pollen kan vormen. De planten groeien rechtop en bereiken een hoogte tot 10 cm. Ze zijn olijfgroen tot bruinachtig groen of roodachtig. De stengels zijn weinig vertakt, vrij gelijkmatig bebladerd en bedekt met een dichte rhizoïde laag tot ver naar boven. De eivormig-lancetvormige bladeren staan vochtig rechtop, droog gebogen en tegen de stengel aan. Hun bladbasis loopt lang naar beneden langs de stengel. De bladranden zijn omgerold en duidelijk omzoomd met ongeveer 3 tot 5 rijen smalle en langwerpige cellen. In het gebied van de bladtop zijn de randen meestal licht getand. De krachtige, roodachtige bladnerf komt meestal uit als een korte stekelpunt of eindigt in de bladtop. 
De hangende of hellende peervormige sporenkapsels zijn in vaak aanwezig en 2,5–4 mm lang. Ze staan op een roodachtige seta van 2–3 cm lang. De sporenkapsels zijn bruin als ze rijpen in de zomer of herfst. De sporen zijn 12–18 µm groot.

## Ecologie
Veenknikmos is vrij algemeen op niet te zure en te droge, humeuze of organische bodems in duinvalleien, laagveenmoerassen, minerotrofe graslanden en op boomstammen in zachthoutooibossen. Een goede basenvoorziening is onontbeerlijk.

## Verspreiding
De soort kent een nagenoeg kosmopolitische verspreiding. Het is wijdverbreid in Europa. In Centraal-Europa komt voor voor van de vlakte tot in de hoge bergen. In de Alpen stijgt het tot een hoogte van ongeveer 2300 meter in Beieren en tot 2900 m in Zuid-Tirol.
In Nederland komt het vrij algemeen voor. Het verspreidingspatroon na 1980 laat een verdichting zien van het oude areaal en een opvallende invulling van voorheen witte gebieden, zoals de noordelijke Achterhoek en het keileemplateau in oostelijk Friesland. Aangrenzend Drenthe is nog opvallend leeg en ook de Gelderse Vallei en Midden-Limburg vertonen grote witte gebieden.

## Fotogalerij

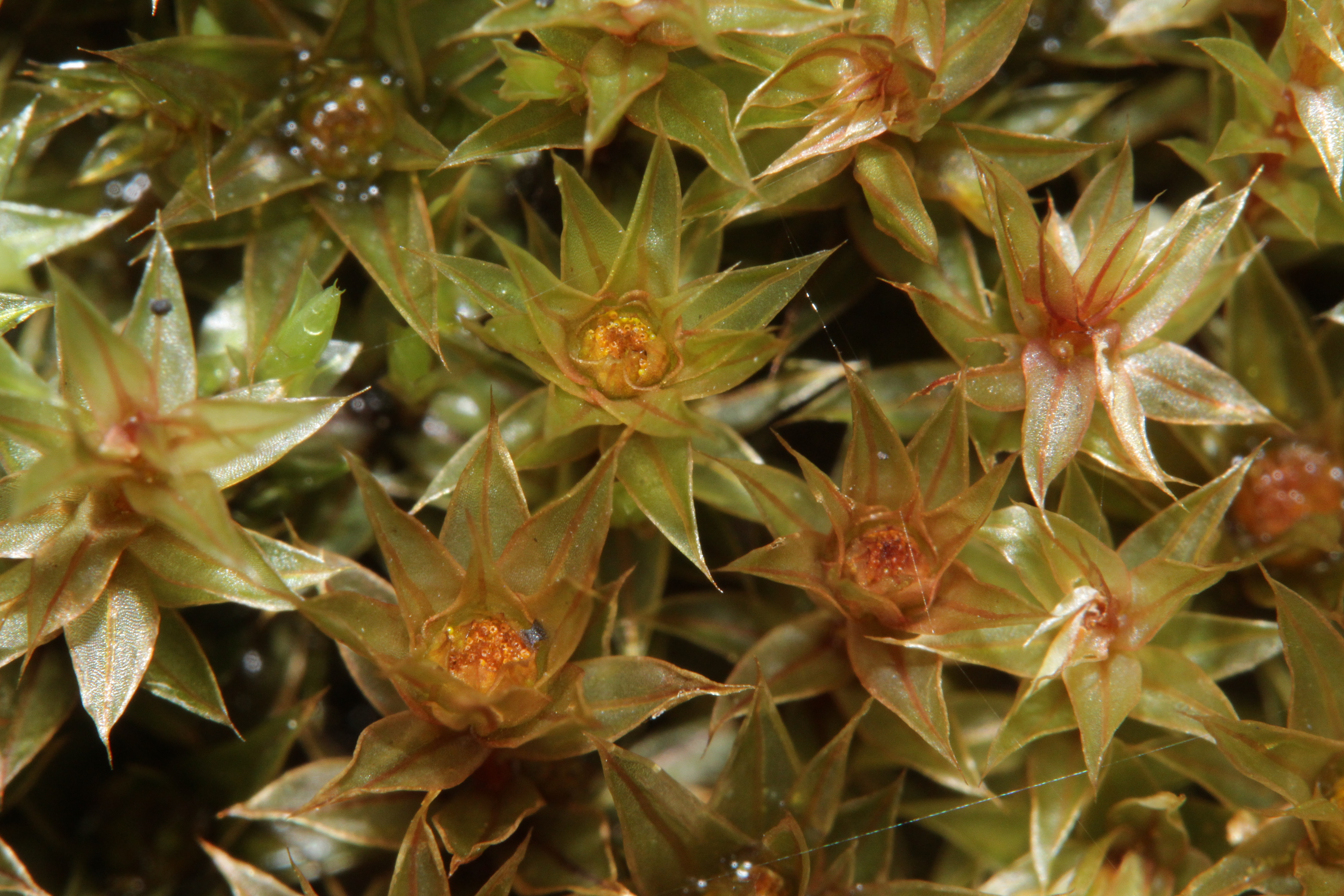
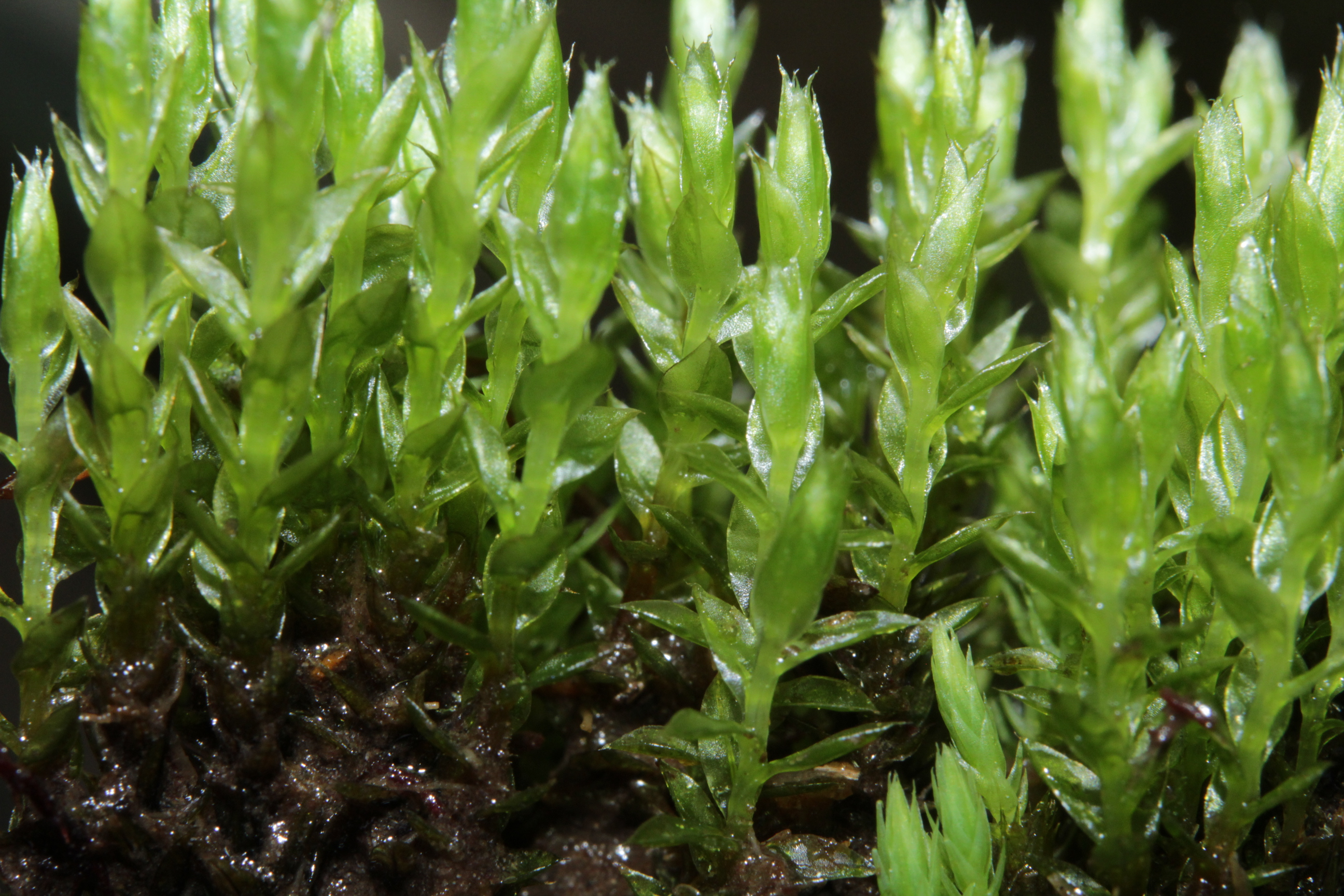
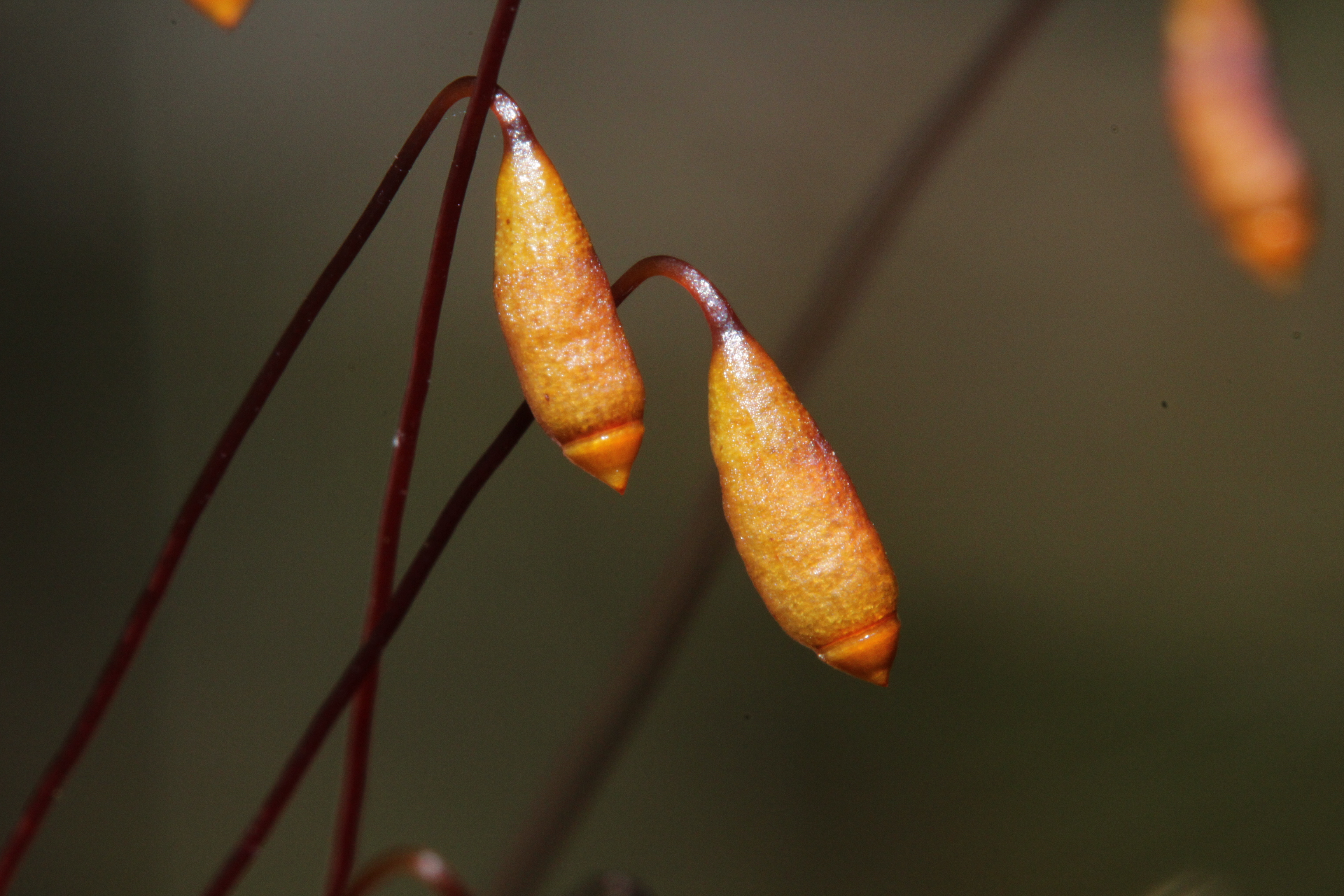
Sporenkapsels
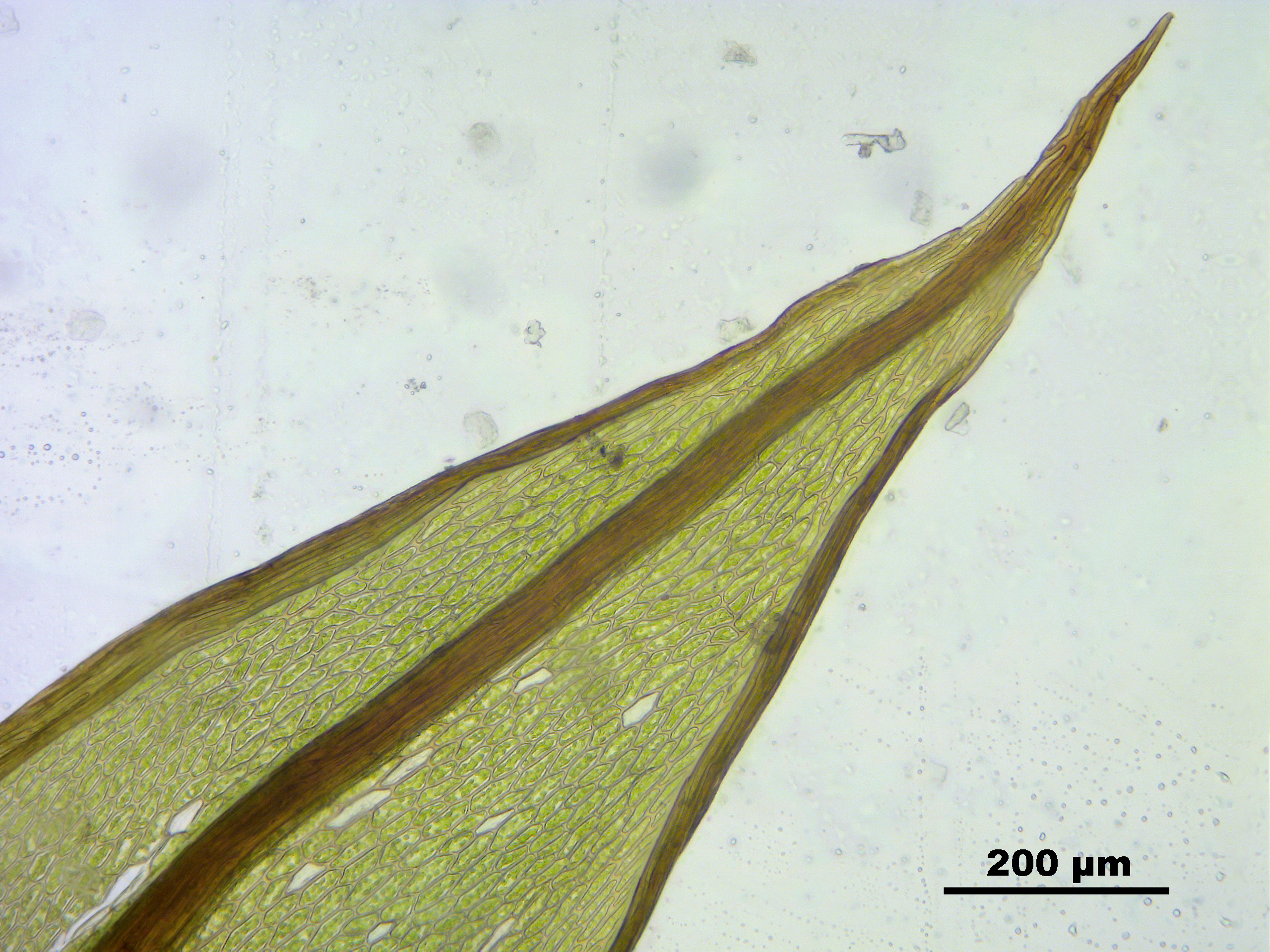
Bladtop
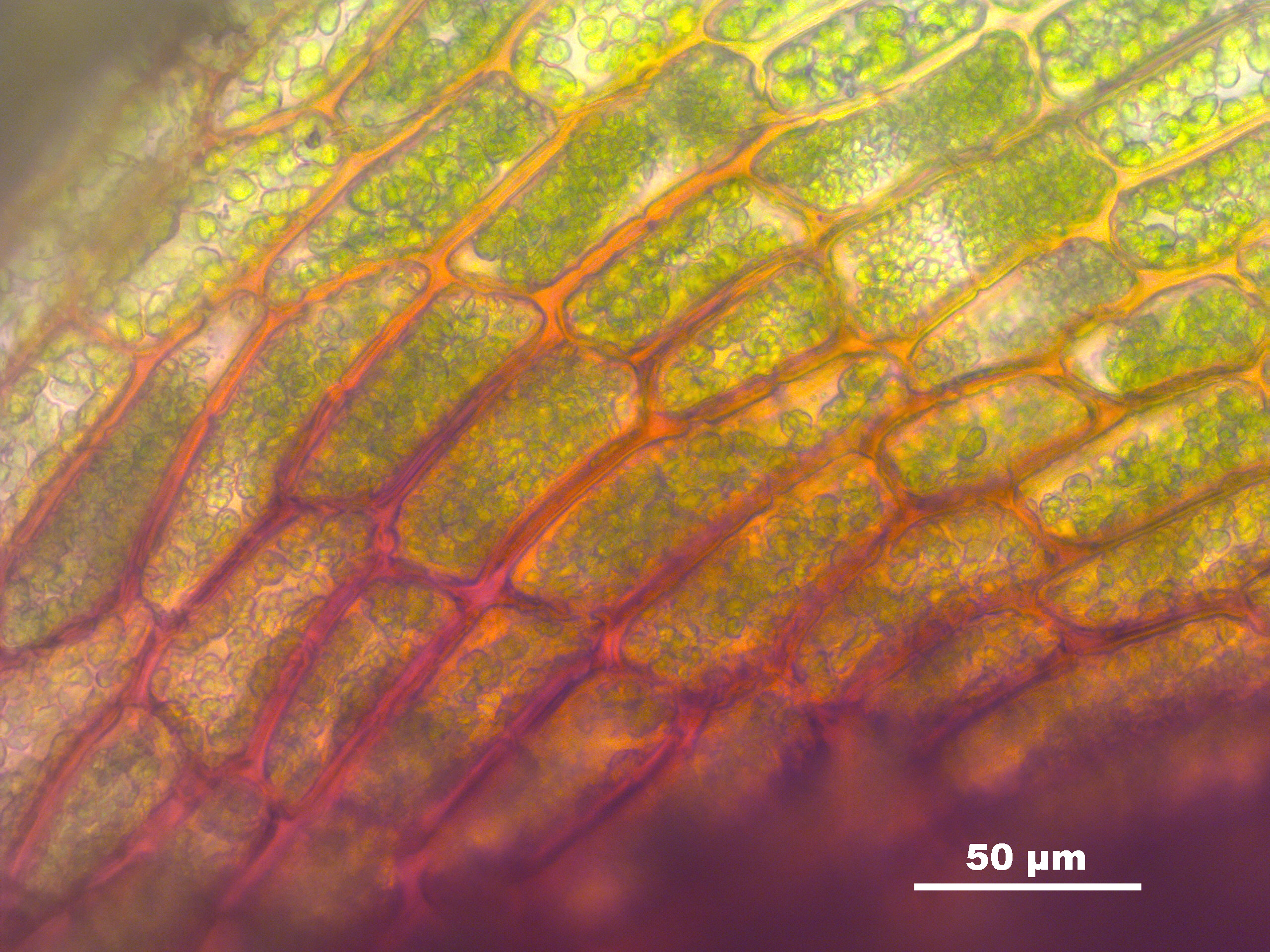
Bladcellen voet
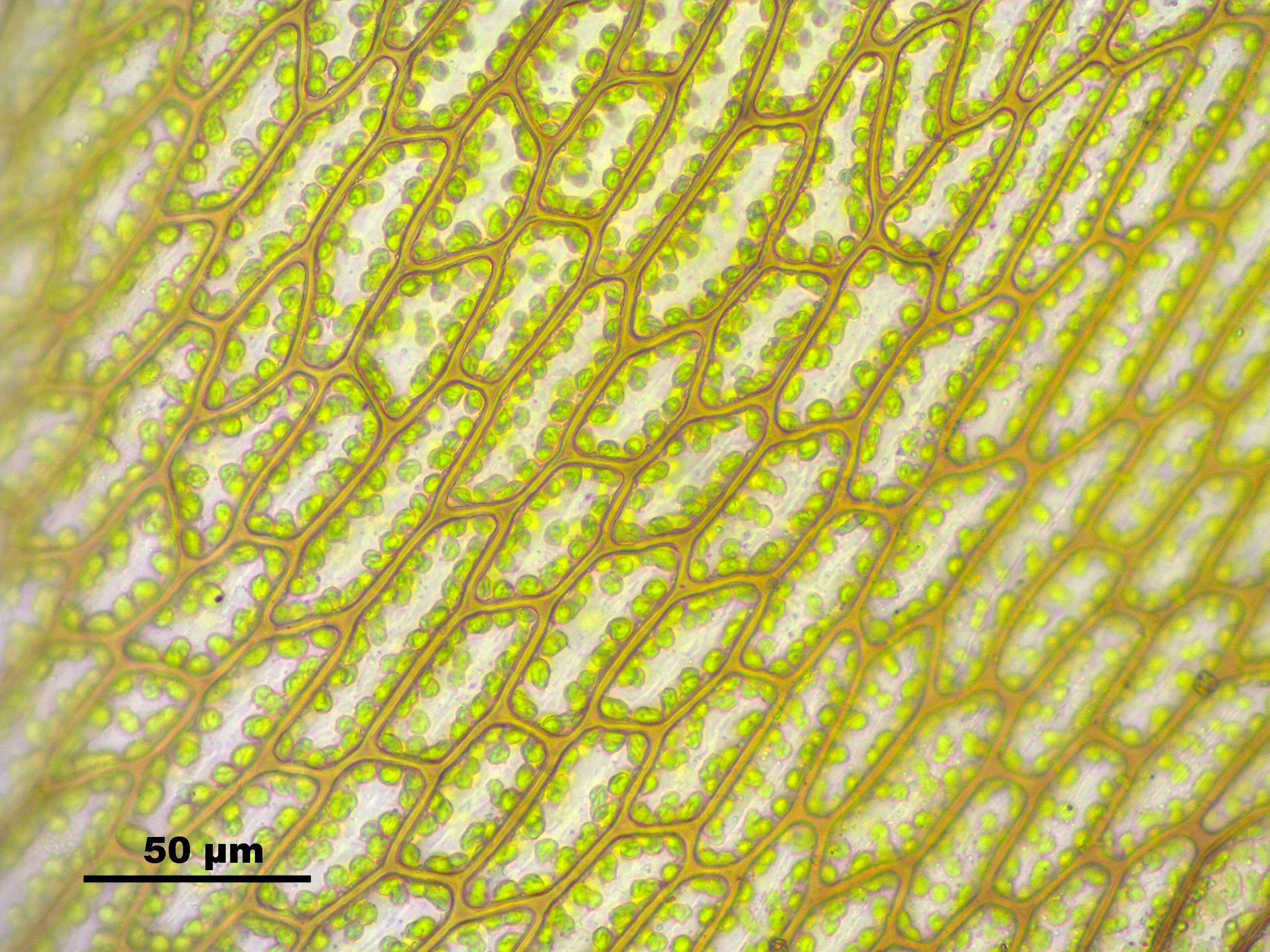
Bladcellen midden